# Anomobryum polymorphum
Anomobryum polymorphum är en bladmossart som beskrevs av Hugh Neville Dixon 1938. Anomobryum polymorphum ingår i släktet Anomobryum och familjen Bryaceae. Inga underarter finns listade i Catalogue of Life.